# Ludolf Bakhuizen
Ludolf Bakhuizen (anche Backhuizen, Bachhuysen o Backhuysen) (Emden, 1631 – Amsterdam, 1708) è stato un pittore olandese.

## Biografia

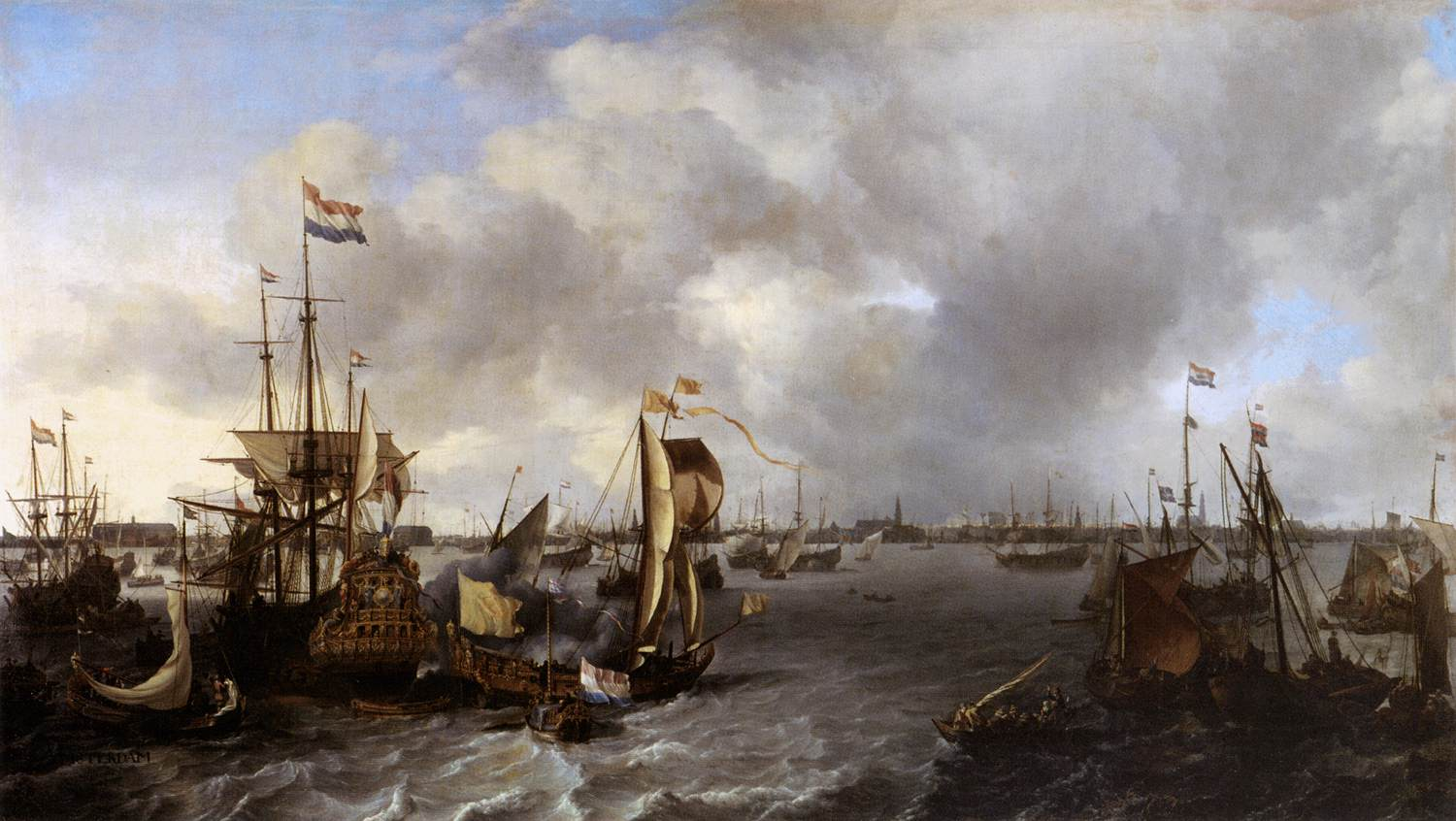
Amsterdam vista dall'Ij, Louvre, Parigi

Formatosi presso Allart van Everdingen e Hendrick Jacobsz Dubbels, deve di più a Willem van de Velde il Giovane. Estremamente apprezzato i suoi tempi ed esageratamente stimato nel secolo successivo, fu pittore fecondo, esatto nelle sue descrizioni di navigli, ma alquanto monotono. 
La sua produzione si suddivide tra le vedute portuali, topograficamente precise, i grandi eventi della storia marittima dei Paesi Bassi e le drammatiche tempeste, opere che si adattavano al suo talento, stilisticamente limitato ma gradevolmente aneddotico.
Tra i suoi discepoli si ricorda Wigerus Vitringa.

## Opere in musei e collezioni
Una delle serie migliori di Backhuizen si trova Greenwich nel National Maritime Museum. Anche il Louvre di Parigi possiede varie sue tele, una delle quali, Amsterdam vista dall'Ij, è un dono della città di Amsterdam a Ugo di Lione, ministro di Luigi XIV nel 1666.

### Opere nella National Gallery di Londra
Nella National Gallery di Londra sono conservati alcuni suoi dipinti:
- Navi da guerra olandesi che entrano in un porto del Mediterraneo;
- Navi da guerra olandesi al largo di Enkhuizen;
- Scena di spiaggia con pescatori;
- Veduta con fiume presso Dordrecht;
- L'Eendracht e una flotta di navi da guerra olandesi;
- Vascello inglese e nave da guerra in mare aperto.